# Урбий Максим
Урбий (или Вибий) Максим (лат. Urbius (Vibius) Maximus) (??-??) — политический деятель второй половины II века н. э.
Никаких сведений о его жизни не сохранилось. Максим известен из фрагмента Домиция Ульпиана в составе дигестов Юстиниана, адресованного ему, где обсуждается право раба выкупить себя за деньги.
Единственное, что о нем известно, это то, что он занимал должность префекта Рима при Марке Аврелии и Луцие Вере.